# 조제프 푸리에
장바티스트 조제프 푸리에 남작 (프랑스어: Jean-Baptiste Joseph Fourier IPA: [ʒɑ̃ batist ʒozɛf fuʁje], 1768년 3월 21일 - 1830년 5월 16일)은 프랑스의 수학자이자 물리학자이다.
고체 내에서의 열전도에 관한 연구로 열전도 방정식(푸리에 방정식)을 유도하였으며, 이 방정식을 풀기 위해서 푸리에 해석으로 불리는 이론을 전개했다. 푸리에 해석은 복잡한 주기함수를 보다 간단하게 기술기 위해, 소리나 빛 등 파동의 연구에 넓게 이용되며 현재 조화 해석이라고 하는 수학의 한 분야를 형성하고 있다.
이 외에도 방정식론이나 방정식의 수치 해법을 연구했으며, 차원 해석의 창시자로 여겨지기도 한다. 또 통계국에 근무할 당시의 경험을 토대로 확률론이나 오차론의 연구도 실시했다.

## 푸리에의 법칙과 열전도 방정식
어떤 고체 안의 온도분포는 어떠한 방정식으로 나타내질까하는 문제의 답이 푸리에가 유도해낸 열전도 방정식(열방정식이나 푸리에의 방정식 등이라고도 불린다 )이다.
푸리에는 “각 점에서 열이 이동하는 속도는 그 점의 온도의 기울기에 비례한다”(푸리에의 법칙)는 사실을 밝혔다. 이에 따르면 특정 시각, 특정 영역에 있는 열량은 그 영역에 들어온 열과 나간 열의 차이로 나타낼 수 있다. 또, 열량과 비열·온도의 관계식으로부터 열량을 나타낼 수도 있다. 푸리에는 이러한 관계식을 이용해 열전도 방정식을 유도하여 다양한 경계 조건에서 열 분포를 구해냈다.

## 푸리에 해석
어느 유한구간에서 정의된 함수를 삼각함수의 급수로 나타내는 것을 푸리에 전개라고 하며, 이것을 무한 구간으로 확장한 것을 푸리에 변환이라 한다.
푸리에 해석이란 푸리에 전개나 푸리에 변환을 이용해 함수를 해석하는 것, 특히 함수를 주파수성분으로 분해해 조사하는 것이다.
푸리에는 저서 「열의 해석적 이론」에 「임의의 함수는, 삼각함수의 급수로 나타낼 수 있다」(푸리에의 정리)라고 주장했다. 이 정리의 증명은 불충분한 것이었지만, 후에 많은 수학자들에 의해서 엄밀하게 증명되었다.
푸리에 해석은 거의 모든함수가 주기함수의 합으로 나타낼 수 있다고 하는 역설성으로부터 많은 수학자들의 주목을 받아 「거의 모든」의 범위나 「나타낼 수 있다」라고 하는 근거를 둘러싼 논의가 19 세기의 해석학을 방향지었다. 이후의 리만의 적분론이나 게오르크 칸토어의 집합론도 이에 관한 연구로부터 태어나게 된다.

## 같이 보기
- 푸리에 해석
- 열 방정식
- 푸리에의 법칙

## 참고 문헌
- O’Connor, John J.; Robertson, Edmund F. (1997년 1월). “장바티스트 조제프 푸리에”. 《MacTutor History of Mathematics Archive》 (영어). 세인트앤드루스 대학교.
- “조제프 푸리에”. 《수학 계보 프로젝트》 (영어). 미국 수학회.